# Australembia rileyi
Australembia rileyi är en insektsart som först beskrevs av Davis 1940.  Australembia rileyi ingår i släktet Australembia och familjen Australembiidae. Inga underarter finns listade i Catalogue of Life.